# 9331 Fannyhensel
9331 Fannyhensel eller 1990 QM9 är en asteroid i huvudbältet som upptäcktes den 16 augusti 1990 av den belgiske astronomen Eric W. Elst vid La Silla-observatoriet. Den är uppkallad efter den tyska pianisten Fanny Hensel.
Asteroiden har en diameter på ungefär 4 kilometer.